# Dhubab (huyện)
Huyện Dhubab là một huyện thuộc tỉnh Ta`izz, Yemen. Đến thời điểm năm 2003, huyện này có dân số 35054 người